# 663 (numero)
Seicentosessantatré (663) è il numero naturale dopo il 662 e prima del 664.

## Proprietà matematiche
- È un numero dispari.
- È un numero composto, con i seguenti 8 divisori: 1, 3, 13, 17, 39, 51, 221, 663. Poiché la somma dei suoi divisori (escluso il numero stesso) è 345 < 663, è un numero difettivo.
- È un numero sfenico.
- È un numero 47-gonale e 222-gonale.
- È un numero di Smith nel sistema numerico decimale.
- È un numero congruente.
- È un numero malvagio.
- È parte delle terne pitagoriche (63, 660, 663), (180, 663, 687), (255, 612, 663), (312, 585, 663), (420, 513, 663), (616, 663, 905), (663, 884, 1105), (663, 1216, 1385), (663, 1360, 1513), (663, 1820, 1937), (663, 4284, 4335), (663, 5616, 5655), (663, 12920, 12937), (663, 16900, 16913), (663, 24416, 24425), (663, 73260, 73263), (663, 219784, 219785).

## Astronomia
- 663 Gerlinde è un asteroide della fascia principale del sistema solare.
- NGC 663 è un ammasso aperto della costellazione di Cassiopea.

## Astronautica
- Cosmos 663 è un satellite artificiale russo.

## Altri ambiti
- 663 è, dal 2007, un codice ISO di Saint-Martin (Francia).
- 663 è un articolo del Codice penale italiano inerente alla vendita, distribuzione o affissione abusiva di scritti o disegni.